# Mas d'Alins

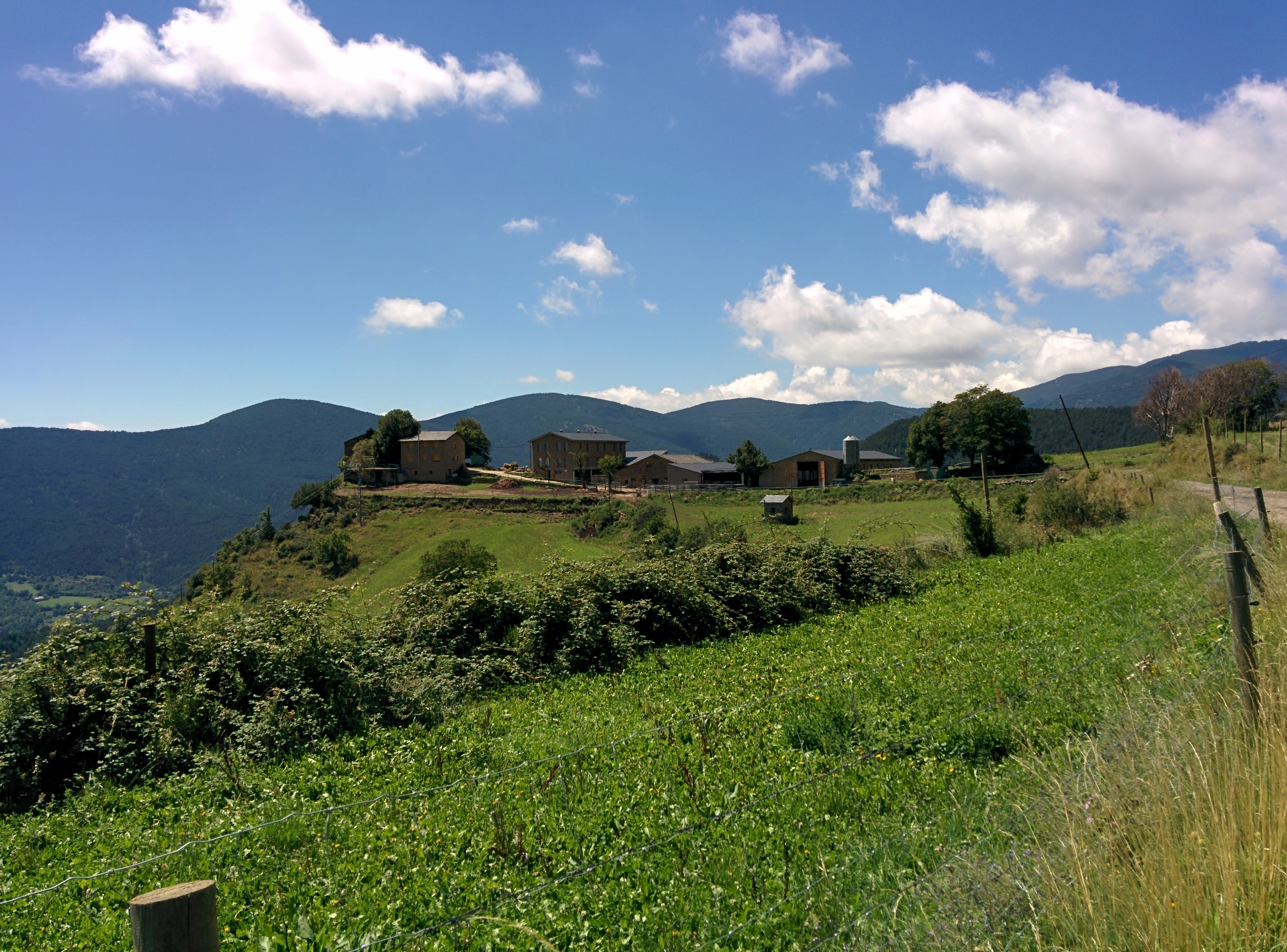
El Mas d'Alins a la frontera d'Andorra amb Les Valls de Valira

El Mas d'Alins és un petit nucli rural situat a la parròquia de Sant Julià de Lòria (Andorra). Té molt a prop la frontera d'Andorra amb el municipi de l'Alt Urgell, Les Valls de Valira. En són propers els nuclis d'Argolell i d'Arduix.
Entre aquests dos últims petits pobles hi passa el Camí d'Andorra, per on van fugir moltes persones durant la Guerra Civil Espanyola i entrant a Andorra pel Mas d'Alins. Entre tants altres va fer servir aquest camí sant Josepmaria Escrivà de Balaguer per a poder exercir lliurement el seu ministeri sacerdotal.

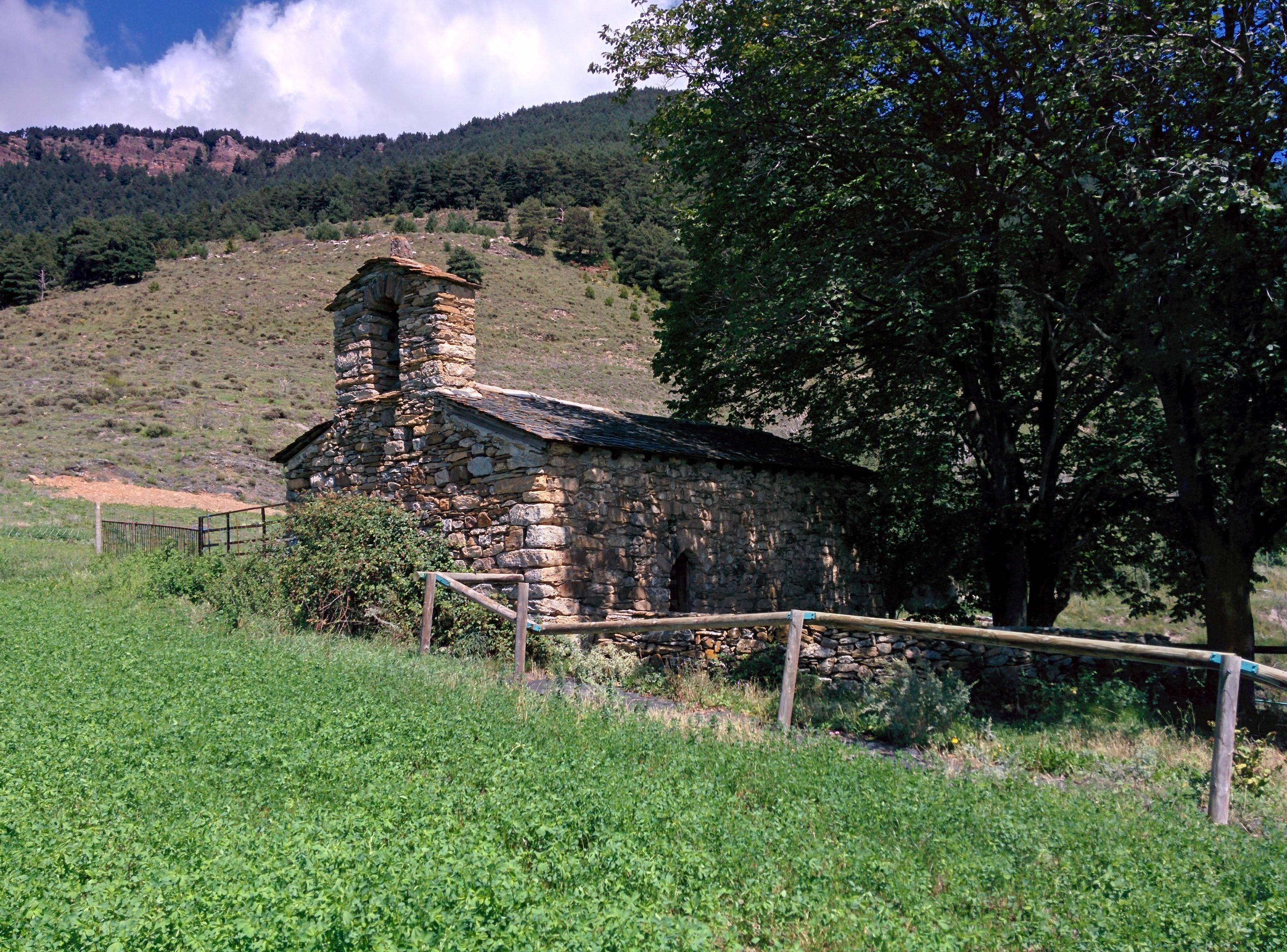
Sant Esteve de Mas d'Alins

## Lloc d'interés: Església de Sant Esteve del Mas d'Alins
En aquest indret, a 1425 metres d'alçada, es troba l'església de Sant Esteve del Mas d'Alins, de construcció senzilla, romànica i típicament rural. Probablement aquesta església data del segle xii. El conjunt no té cap mena d'ornamentació, la qual cosa dificulta la seva datació. La capella servia per al culte dels habitants del casalici de Mas d'Alins, situat prop del quart de Fontaneda.
El temple és de tipus rural, format per una sola nau rectangular acabada en un absis semicircular. La nau té una coberta de fusta, mentre que l'absis té volta de pedra de quart d'esfera. En el mur sud trobem la porta d'accés, formada per un arc de mig punt adovellat i molt rudimentari. A través d'uns esglaons es baixa al nivell del terra de la nau, que és lleugerament inferior al de l'exterior. El mur oest està coronat amb un campanar de cadireta d'un sol ull.